# O menniskia wil tu betänckia
O menniskia wil tu betänckia är en psalm på svenska med sju verser som grundar sig på Matteusevangeliet 6. Den tyska originalpsalmen O Mensch wollest bedencken författad av prästen Salomon Liscovius har nio verser. Den danska motsvarigheten har tolv verser enligt Högmarck (1736) .
Psalmen inleds 1650 med orden:
O Menniskia wil tu betänckia/
Min Pijna och bittra Dödh/
Enligt 1697 års koralbok används samma melodi också till Haquin Spegels psalm Vi kristna bör tro och besinna (1695 nr 211).

## Publicerad i
- 1572 års psalmbok med titeln O Menniskia wilt tu betenckia under rubriken "En Christeligh Psalm".[2]
- Göteborgspsalmboken under rubriken "Om Gudz Barmhertigheet".[3]
- Den svenska psalmboken 1694 som nummer 242 under rubriken "Psalmer öfwer Några Söndags Evangelier".[4]
- 1695 års psalmbok som nr 210 under rubriken "Psalmer Öfwer några Söndags Evangelier".